# Cybister festae
Cybister festae är en skalbaggsart som beskrevs av Griffini 1895. Cybister festae ingår i släktet Cybister och familjen dykare. Inga underarter finns listade i Catalogue of Life.